# Passiflora fruticosa
Passiflora fruticosa je biljna vrsta iz porodice Passifloraceae.